# Вежда (архитектура)
Вѐжда е част от декоративната украса на фасадата на възрожденската къща в България. Представлява горната дървена или измазана рамка на прозореца. В някои случаи веждата е профилирана, обработена като фонтон, сегментна дъга, която е извита в кобилична крива или друга форма.